# Gaetano de Lucretiis
Gaetano de Lucretiis (San Severo, 22 settembre 1745 – San Severo, 27 ottobre 1817) è stato uno scienziato italiano.
Sacerdote e dotto studioso di scienze agrarie e storia naturale, pubblicò numerosi studi, tra i quali spicca Della piantagione delle viti e delle cause della disposizione de' vini a corrompersi o inacidirsi nella Puglia daunia (Napoli, 1791). Per meriti scientifici, fu accolto nell'Accademia dei Georgofili il 3 febbraio 1797.